# Stung Treng
Stung Treng (tiếng Khmer: ស្ទឹងត្រែង) là tỉnh lỵ của tỉnh Stung Treng, Campuchia.

## Địa lý
Stung Treng nằm ở bên bờ cao có nhiều cát nhìn ra sông Mê Kông, nơi có sông Sê San đổ vào. Thành phố này cách Phnom Penh khoảng 300 km và nằm cách biên giới Lào 40 km về phía nam.
Dân số thành phố là 25.000 người gồm người Khmer và người Lào. Thành phố có sân bay, nhưng hiện không có chuyến bay thương mại nào đang hoạt động.

## Lịch sử
Vùng đất này từng là một phần của vương quốc Lan Xang và sau đó là vương quốc Champassack. Nó được nhượng lại cho Campuchia theo hiệp ước Pháp-Xiêm (1893).